# Ponta da Queimada
A Ponta da Queimada é um promontório português localizado na freguesia das Lajes, concelho das Lajes do Pico, ilha do Pico, arquipélago dos Açores.
Esta formação geológica localiza-se entre a Ponta do Castelete e a Ponta do Arrife, junto à vila das Lajes do Pico.